# Stanley Williams
Stanley Tookie Williams III. (Shreveport, Louisiana, 1953. december 29. – San Quentin állami börtön, Kalifornia, 2005. december 13.). Az egyik vezetője volt a Crips bandának Los Angelesben. 2005. december 13-án, magyar idő szerint 9:01-kor halálos injekcióval kivégezték Albert Owens, Yen-Yi Yang, Tsai-Shai Lin és Yee-Chen Lin meggyilkolásáért.
A gyilkosságok 1979-ben történtek és Williams-et 1981-ben ítélték el. Élete hátralévő részét a kaliforniai San Quentin siralomházban töltötte; többször fellebbezett, de a nyomozókkal való együttműködést mindig megtagadta.
1993-ig az egyik legveszedelmesebb börtönlakónak tartották, aki társaira és az őrökre is halálos fenyegetést jelentett. Több mint hat évet töltött magánzárkában.
1993-ban kezdett megváltozni. Végül az egyik legelszántabb „antigang” aktivista és kedves gyerekkönyvek társszerzője lett. 1993 óta erőszakellenes megnyilvánulásairól volt híres. 2001-től 2005-ig minden évben jelölték a Nobel békedíjra.
Életéről film készült Jamie Foxx főszereplésével. (angol címe: Redemption: The Stan Tookie Williams Story, Magyarországon nem mutatták be)
Egyes vélemények szerint Williams tényleg megváltozott, és nem a halálbüntetés elkerülése volt az egyetlen célja.